# Њитрани
Њитрани - западнословенско племе, које је живело око реке Њитре, у граду Њитра и његовој околини, на територији данашње Словачке. Кнез Мојмир I, владар Велике Моравске, покорио их је и укључио у састав своје државе 833. године. Пре његовог освајања постојала је независна Њитранска кнежевина, којом је владао кнез Прибина.